# Château Beauce
Vous lisez un « bon article » labellisé en 2021.
Le château Beauce, appelé un temps le monastère des Oblates de Béthanie ou maison Notre-Dame-du-Rosaire, est une ancienne résidence bourgeoise construite en 1903, située au cœur du centre-ville de Sainte-Marie en Nouvelle-Beauce, au Québec (Canada). La maison, de style éclectique, présente un intérêt patrimonial pour des motifs historiques et architecturaux. D'abord occupée par des notables, elle est cédée en 1932 à des communautés religieuses qui la transforment en couvent, puis en monastère.
Menacé de démolition en 2018, puis sinistré par la crue printanière historique de la rivière Chaudière en 2019, le château Beauce est protégé par la ministre de la Culture et des Communications du Québec depuis 2020.

## Histoire

### Vocation résidentielle
Georges-Siméon Théberge et Ernest Larue, deux notaires associés depuis 1887, acquièrent en 1903 un terrain du descendant des seigneurs Taschereau de Sainte-Marie, Gabriel-Narcisse-Achille Fortier. Georges-Siméon Théberge, investisseur prospère, mandate un cabinet de jeunes architectes formé de Jean-Omer Marchand et de Samuel Stevens Haskell, afin de dresser les plans pour une résidence pour sa famille et celle de son associé.
Les concepteurs dessinent un bâtiment empruntant un style inusité pour le Québec hors de la bourgeoisie anglo-canadienne montréalaise, reflétant ainsi le succès de l'homme d'affaires beauceron. Les travaux de maçonnerie sont confiés à l'entrepreneur lévisien Joseph Couture, mais on ignore qui a réalisé les travaux de charpente et de menuiserie. Une laiterie et une écurie sont construites environ au même moment que la résidence.
En 1932, une mission des Sœurs de l'Immaculée-Conception est fondée par les notaires ainsi que la sœur de Théberge. Les religieuses s'installent dans l'écurie, réaménagée en couvent. La propriété est donnée à la congrégation religieuse à condition que Théberge et Larue en conservent l'usufruit jusqu'à leur décès et que l'immeuble conserve perpétuellement une vocation religieuse. En 1937, en prévision de la conversion de l'ensemble de la résidence en couvent, un 3e étage mansardé est ajouté afin d'y loger des chambres. L'architecte Jean-Berchmans Gagnon en prépare les plans, et Irénée Giguère assure la maîtrise-d'œuvre.

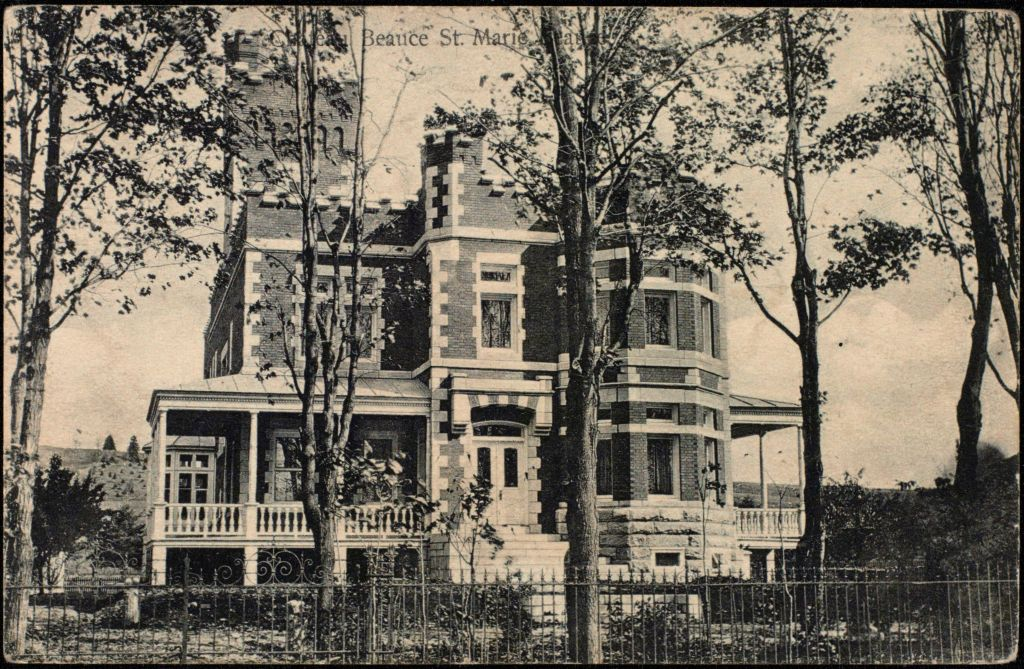
Le château peu après sa construction.
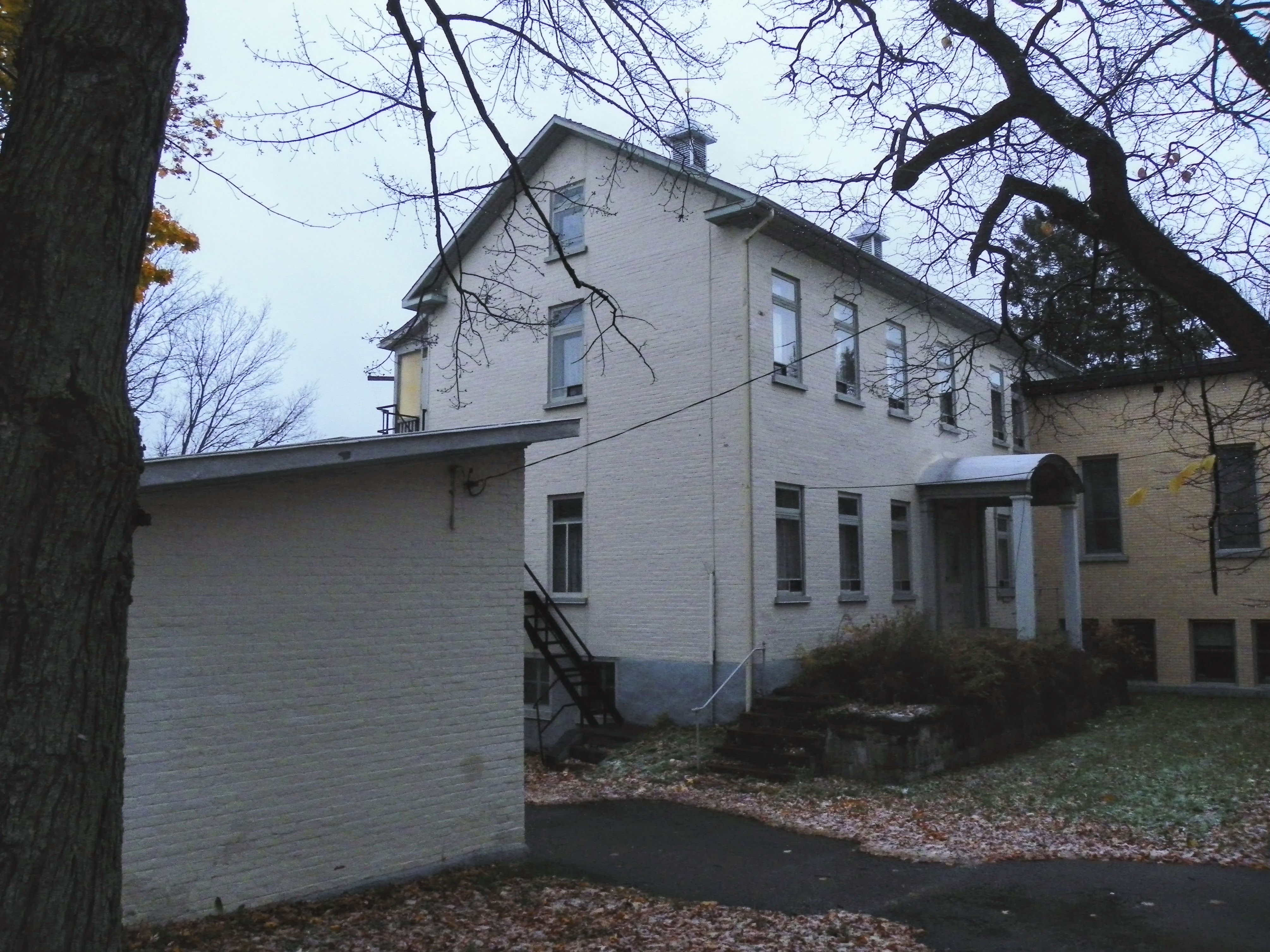
L'écurie est transformée en couvent en 1932.
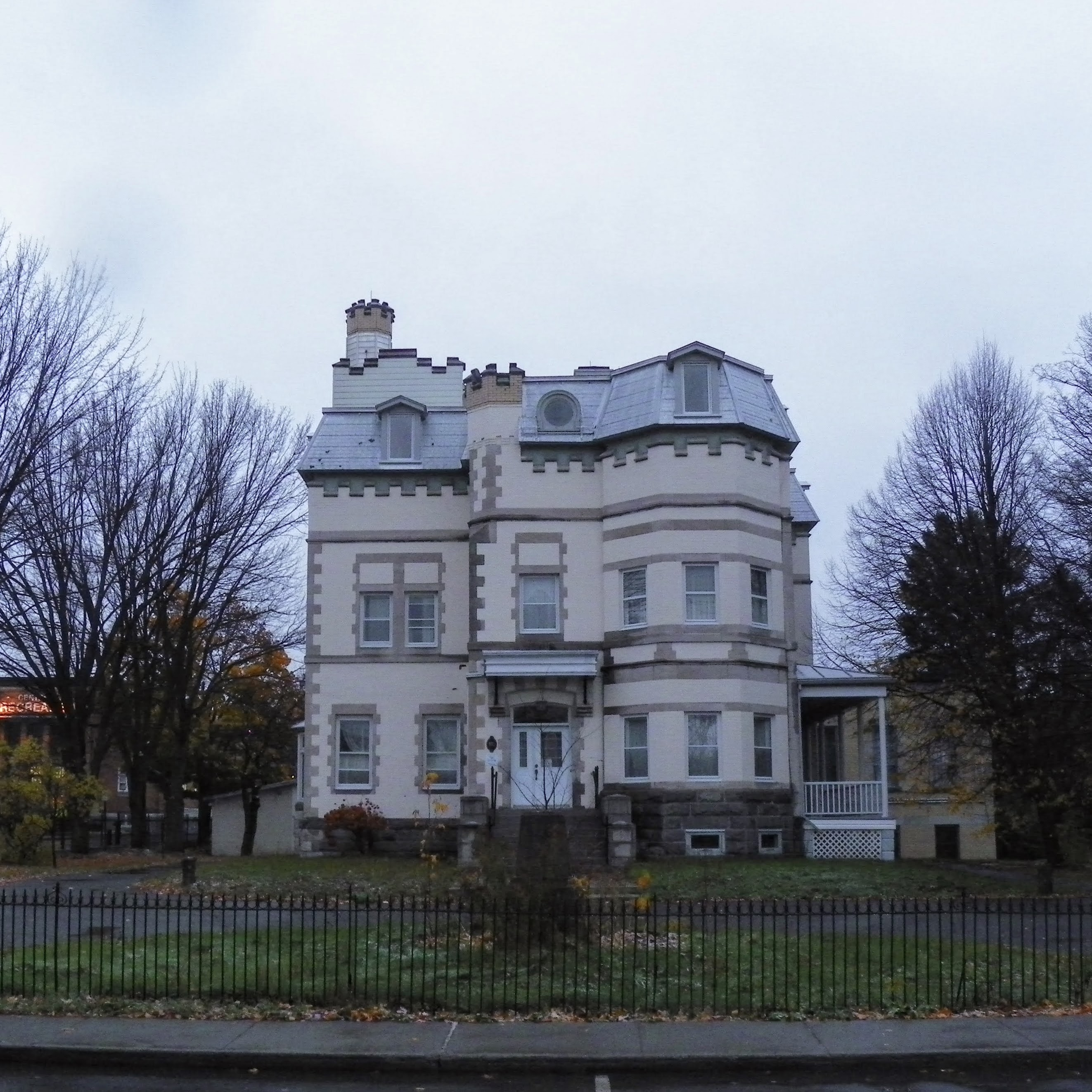
Un troisième étage est ajouté en 1937.

### Vocation religieuse
Théberge meurt en 1940 et Larue quitte la résidence en 1943. À son départ, une chapelle est aménagée en vue de la conversion complète du bâtiment à des fins religieuses. Les plans sont présumés être préparés par Raoul Chênevert. De 1944 à 1967, le bâtiment, nommé « Maison Notre-Dame-du-Rosaire », est occupé par les Sœurs missionnaires de l'Immaculée-Conception, qui y offrent des retraites fermées à des femmes et des jeunes filles.
Les Oblates de Béthanie reprennent la maison en 1967 afin d'en faire leur couvent. Une infirmerie est ajoutée derrière l'écurie en 1988 selon des plans préparés par D'Anjou, Bernard et Mercier Architectes. En 2014, la congrégation quitte l'édifice. Elle fait lever en Cour supérieure du Québec la clause contractuelle l'obligeant à perpétuer la vocation religieuse et le donne l'année suivante à la Société Alzheimer de Chaudière-Appalaches. Cette dernière ne l'occupe pas, n'ayant pas les 4 000 000 CA$ nécessaires à l'adaptation du bâtiment pour des personnes ayant des troubles cognitifs.

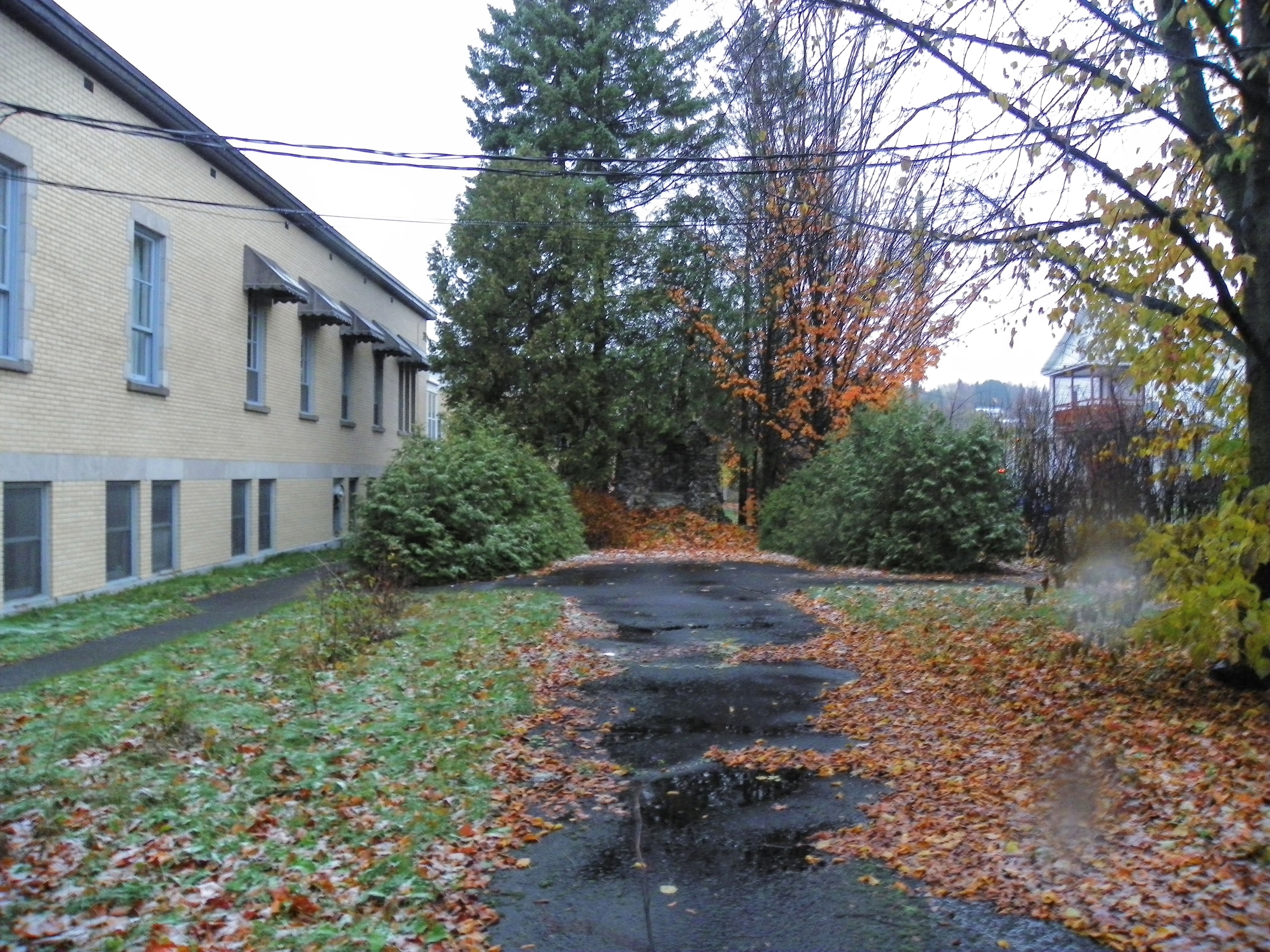
Les jardins devant la chapelle construite en 1943.
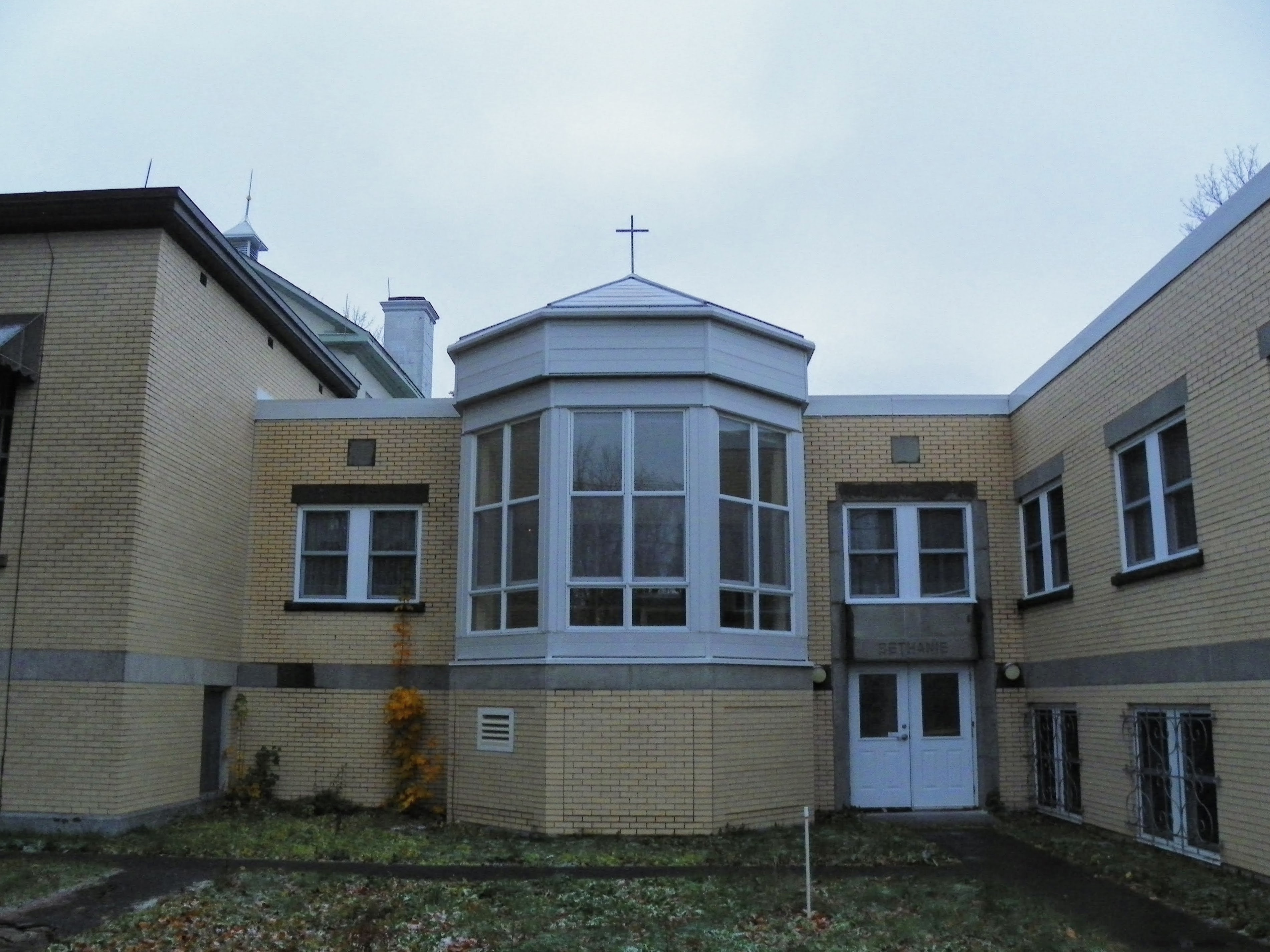
Oriel sur la passerelle reliant la chapelle à l'infirmerie.
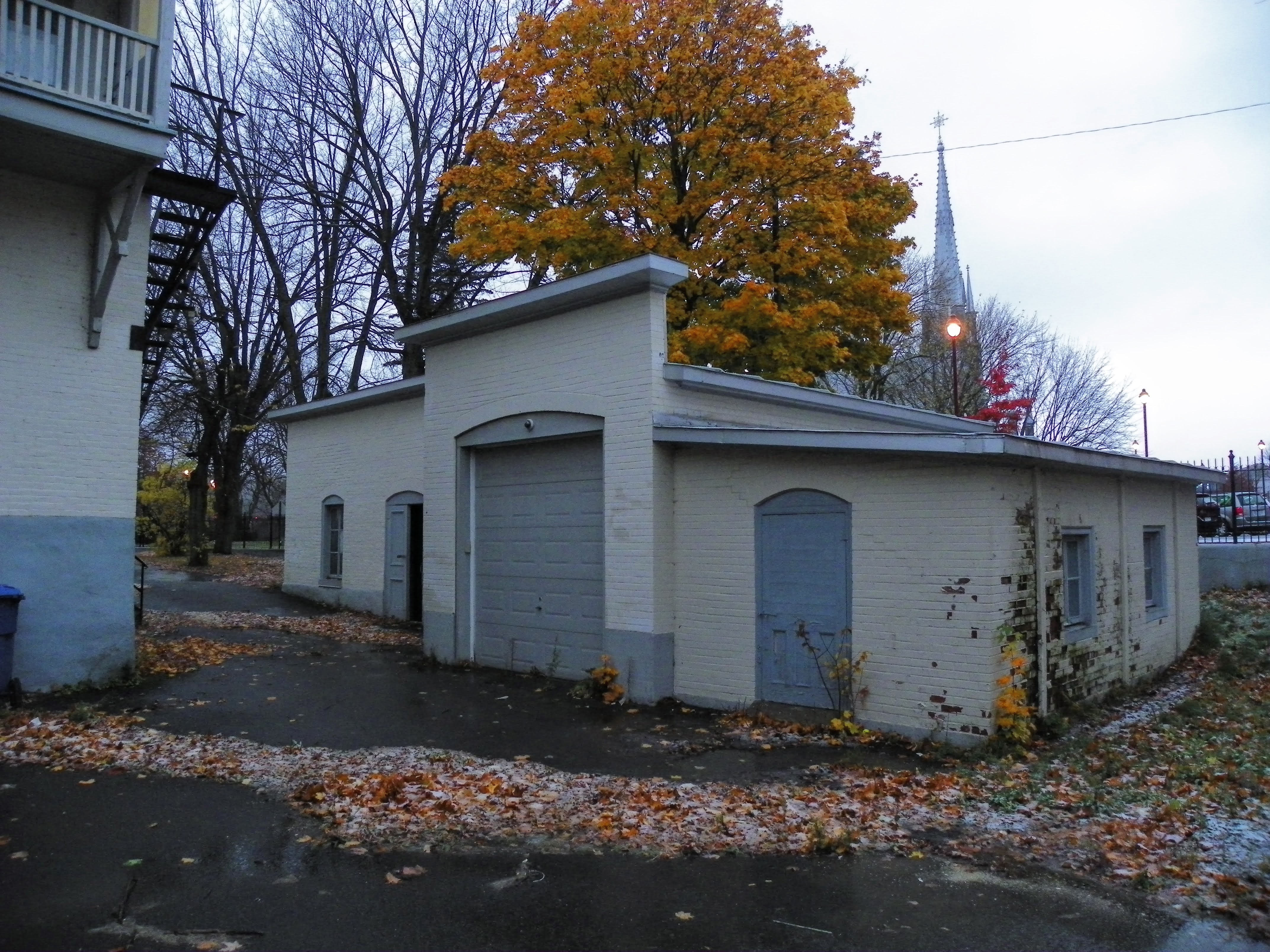
La laiterie est transformée en garage.

### Menace de démolition et protection
La démolition du bâtiment, alors en « excellent état », est annoncée en 2018 afin de faire place à une résidence pour personnes âgées. Le ministère de la Culture et des communications est alerté par un avocat et un urbaniste, qui dénoncent la primauté accordée par la Ville de Sainte-Marie à l'intérêt privé sur la préservation du bien commun. Le jour même de son assermentation, la ministre de la Culture Nathalie Roy publie un avis d'intention de classement, protégeant de façon temporaire le bâtiment, tant son enveloppe que son contenu.
Le château Beauce est inondé pendant la crue printanière historique de la rivière Chaudière en 2019. En l'absence d'occupants, l'intérieur du bâtiment n'est pas asséché suffisamment rapidement ; les moisissures se développent au sous-sol. Les réparations à effectuer des suites de l'inondation sont estimées à 700 000 CA$. La Société Alzheimer Chaudière-Appalaches cherche à vendre, mais les travaux à effectuer font fuir les acheteurs éventuels.
À l'automne 2019, l'avis d'intention de classement est prorogé, ayant pour effet d'allonger d'une année supplémentaire la protection temporaire.
Au printemps 2020, la Société Alzheimer Chaudière-Appalaches ne peut plus supporter financièrement le bâtiment qu'elle s'est fait donner : les dépenses mensuelles atteignent 2 750 $ en chauffage et 500 $ en assurance. Des acquéreurs potentiels se manifestent, mais les frais élevés rebutent les intéressés.
La résidence du château Beauce, ainsi que le site qu'elle occupe, est classée immeuble patrimonial en octobre 2020, après avoir atteint « l'extrême limite » du statut temporaire de protection.

## Architecture
Le château Beauce est un bâtiment de plan irrégulier comptant 3 étages hors-sol. Il est implanté en retrait de la voie publique sur une parcelle-jardin, en plein cœur du noyau institutionnel au centre-ville de Sainte-Marie, voisin du presbytère, de l'église, de l'ancienne caserne de pompiers, de l'hôtel de ville et de la bibliothèque municipale. La résidence arbore un style éclectique, d'inspiration Tudor et Queen Ann, un style que l'on ne retrouve pratiquement jamais au Québec hors des faubourgs marchands de Montréal et Québec. Il s'agit probablement de la première réalisation de Jean-Omer Marchand au Québec, le premier Canadien diplômé des Beaux-Arts de Paris et l'un des architectes québécois les plus marquants du début du xxe siècle.
Le revêtement des murs extérieurs est de brique de couleur claire. Les briques de l'écurie, de la laiterie et de la résidence sont peintes, alors que celles de la chapelle et de l'infirmerie sont teintes. Une tour ornée de mâchicoulis et de créneaux, surmontée d'une tourelle, fait office de tour d'observation.
L'intérieur de la résidence est « bien préservé ». Des moulures « complexes » en plâtre couronnent les murs et chambranles. Les foyers en marbre ou en granit sont encore fonctionnels. Les boiseries ouvrées, le plafond à caissons, les vitraux et le vitrage des portes, impostes et contre-fenêtres sont représentatifs du style éclectique. Les plans originaux comptent quatre salles de bains complètes au rez-de-chaussée, un luxe inédit pour une maison de l'époque. La cage de l'escalier, dont les murs sont revêtus des tentures d'origine, est éclairée grâce à des fenêtres à meneaux dotés de vitraux. L'escalier monumental est fait de bois sculpté.
L'annexe-chapelle témoigne du changement de vocation de l'ensemble immobilier.